# Nikon (Bogojavlenskij)
Nikon (světským jménem: Filipp Jegorovič Bogojavlenskij; 1831 – 30. června 1897, Věrnyj) byl ruský duchovní Ruské pravoslavné církve a biskup turkestánský a taškentský.

## Život
Narodil se roku 1831 v Tulské gubernii v rodině pričjotnika (sloužící v chrámu).
Roku 1855 dokončil Kyjevskou duchovní akademii a od 12. dubna 1856 učil na Tulském duchovním semináři.
Dne 8. září 1856 byl rukopoložen na jereje.
Dne 30. července 1858 získal titul magistra bohosloví.
Dne 9. listopadu 1859 se stal učitelem Zákona Božího (katechismus) na Tulské Alexandrovské vojenské škole a 28. září 1866 na Petrohradské vojenské škole.
Dne 12. dubna 1872 byl povýšen na protojereje.
V únoru 1881 byl ustanoven představeným chrámu svatého Mikuláše v Římě.
Dne 5. března 1881 byl postřižen na monacha se jménem Nikon a 14. března povýšen na archimandritu.
Dne 20. listopadu 1884 se stal představeným Meleckého Nikolajevského monastýru.
Od 13. srpna 1885 byl členem Petrohradské duchovní cenzurní komise.
Roku 1888 jej Nejsvětější synod zvolil biskupem sarapulským a vikářem vjatské eparchie.
Dne 4. března 1889 byl ustanoven biskupem glazovským a vikářem vjatské eparchie.
Dne 21. srpna 1893 se stal biskupem ugličským a vikářem jaroslavské eparchie.
Dne 16. ledna 1895 byl ustanoven na turkestánskou biskupskou katedru. Požadoval vytvořeno teologického semináře, ale za jeho služby ke zřízení nedošlo.
Zemřel náhle 30. června 1897 ve Věrnym. Pohřben byl v chrámu svaté Sofie.